# Pat Bowlen
Patrick Dennis Bowlen (Prairie du Chien, 18 febbraio 1944 – Denver, 13 giugno 2019) è stato un dirigente sportivo statunitense, proprietario dei Denver Broncos della National Football League (NFL) dal 1984 al 2019. Nel 2019 è stato introdotto nella Pro Football Hall of Fame.

## Biografia
Bowlen nacque a Prairie du Chien, nel Wisconsin, figlio di Arvella (nata Woods) e Paul Dennis Bowlen, divenuto milionario grazie all'industria petrolifera canadese dopo avere fondato la Regent Drilling. La compagnia è ora posseduta dal fratello John. Bowlen frequentò la Campion Jesuit Catholic High School e in seguito si laureò in economia (1965) e legge (1968) alla University of Oklahoma. Il più giovane dei Bowlen si arricchì da sé diventando un avvocato di successo a Edmonton. Lavorò anche come dirigente per la compagnia del padre e come immobiliarista, facendo i migliori affari nel campo dell'industria estrattiva.
Nel 1984 Bowlen acquistò i Denver Broncos che sotto la sua direzione divennero una delle franchigie di maggior successo della NFL. Guidata dal quarterback John Elway la squadra vinse 5 titoli AFC raggiungendo cinque volte il Super Bowl, vincendone due nel 1997 e 1998. In seguito, con Elway come vice-presidente e l'acquisizione del quarterback Peyton Manning, la squadra vinse altri 2 titoli AFC raggiungendo altri due Super Bowl, vincendo il terzo titolo nel 2015.
Dall'acquisizione di Bowlen hanno avuto la miglior percentuale di vittorie di qualsiasi altra squadra della NFL, superando i San Francisco 49ers nel 2015.
Morí il 13 giugno 2019 a causa delle conseguenze dell'alzheimer, malattia di cui soffriva da qualche anno.